# Villa Godin
Villa Godin är en enskild återvändsgata i Quartier du Père-Lachaise i Paris tjugonde arrondissement. Gatan är uppkallad efter den markägare, på vars mark gatan anlades. Villa Godin börjar vid Rue de Bagnolet 85.

## Omgivningar
- Saint-Jean-Bosco
- Jardin de Lesseps
- Cité Adrienne
- Impasse Suez

## Bilder
| - Gatuskylt. - Saint-Jean-Bosco. |

## Kommunikationer
- Tunnelbana – linje  – Alexandre Dumas
- Busshållplats Pyrénées – Bagnolet – Paris bussnät

### Webbkällor
- ”Villa Godin”. Mairie de Paris. https://web.archive.org/web/20160303201621/http://www.v2asp.paris.fr/commun/v2asp/v2/nomenclature_voies/Voieactu/4173.nom.htm. Läst 25 januari 2024.
- ”Villa Godin (20ème arrondissement)”. Les rues de Paris. https://web.archive.org/web/20160409061019/http://www.parisrues.com/rues20/paris-20-villa-godin.html. Läst 25 januari 2024.